# Sehala Thaoura
Sehala Thaoura est une commune de la wilaya de Sidi Bel Abbès en Algérie.

## Géographie

### Situation
| Hassasna (Wilaya d'Aïn Témouchent) | Hassasna (Wilaya d'Aïn Témouchent) | Tessala     |
| Hassasna (Wilaya d'Aïn Témouchent) | Sehala Thaoura                     | Tessala     |
| Sidi Daho des Zairs                | Aïn Kada                           | Sidi Yacoub |

### Population
En 2008, la commune comptait un total de 2338 foyers.